# Anne no Nikki
Anne no Nikki (アンネの日記), também conhecido como The Diary of Anne Frank, é um filme de animé japonês do género drama histórico, realizado por Akinori Nagaoka e escrito por Hachirō Konno e Roger Pulvers, com base no livro homónimo da autora Anne Frank. Foi produzido pelo estúdio Madhouse e estreou-se no Japão a 19 de agosto de 1995.

## Elenco
- Takahashi Reina como Anne Frank
- Go Kato como Otto Frank
- Fumie Kashiyama como Edith Frank
- Tano Seiko como Margot Frank
- Tsuyoshi Kusanagi como Peter van Pels
- Jirō Sakagami como Hermann van Pels
- Yusuke Takita como Fritz Pfeffer
- Yoshie Taira como Miep Gies
- Tetsuko Kuroyanagi como Auguste van Pels
- Nakayoshi Takuro como Johannes Kleiman
- Naomi Sekita como Jacqueline van Maarsen
- Endo Takashi como professor
- Takeuchi Tōru como marido da hortaliceira

## Produção
Os desenhos das personagens foram feitos por Katsuyuki Kubo e a banda sonora foi composta por Michael Nyman, incluindo as duas canções, "If" (que incorpora "Time Lapse" do filme A Zed & Two Noughts) e "Why", que se tornaram obras de concerto. A antiga também apareceu numa forma alterada no filme O Libertino, realizado por Laurence Dunmore.  A cantora contralto é Hilary Summers. "Candlefire" e as versões para piano de "If" e "Why", apareceram no lançamento do álbum solo  The Piano Sings de Michael Nyman.

## Banda sonora
| The Diary of Anne Frank |                         |         |  |
| N.º                     | Título                  | Duração |  |
| 1.                      | "Amsterdam Dawn"        | 03:54   |  |
| 2.                      | "Anne's Birthday"       | 02:22   |  |
| 3.                      | "The Schoolroom"        | 03:22   |  |
| 4.                      | "Letter from Germany"   | 01:53   |  |
| 5.                      | "Goodbye Moortie"       | 02:54   |  |
| 6.                      | "Candlefire"            | 02:54   |  |
| 7.                      | "Renewal"               | 01:09   |  |
| 8.                      | "Light of Love"         | 03:12   |  |
| 9.                      | "Chatterbox Waltz"      | 02:25   |  |
| 10.                     | "Hanukah"               | 01:26   |  |
| 11.                     | "Spring Freedom"        | 02:10   |  |
| 12.                     | "Concentration Camp"    | 02:51   |  |
| 13.                     | "If"                    | 04:26   |  |
| 14.                     | "First Kiss"            | 02:22   |  |
| 15.                     | "D-Day"                 | 01:44   |  |
| 16.                     | "The Diary of Hope"     | 03:34   |  |
| 17.                     | "Silent Separation"     | 02:04   |  |
| 18.                     | "Lament for Lost Youth" | 01:58   |  |
| 19.                     | "Why"                   | 05:23   |  |
| Duração total:          | Duração total:          | 52:03   |  |

## Receção
Anne no Nikki recebeu críticas negativas. Justin Sevakis do Anime News Network em sua crítica escreveu: "Mesmo uma história tão poderosa como a de Anne Frank, não poderia superar uma realização cinematográfica verdadeiramente odiosa e as escolhas estranhas do realizador que simplesmente não funcionaram. Penso da pior maneira a experiência da história do que assistir a este filme".